# Шорохов, Алексей Алексеевич
Алексе́й Алексе́евич Шо́рохов  (род. 8 ноября 1973, Орёл) — современный русский поэт, публицист, арт-критик.

## Биография
Родился в городе Орле 8 ноября 1973 года. Учился на филологическом отделении Орловского государственного университета имени И. С. Тургенева, затем поступил в Литературный институт имени А. М. Горького в Москве, окончил его и аспирантуру там же.
Первые публикации стихов — в областной газете «Орловский комсомолец» (1989).
В центральных литературных изданиях России регулярно публикуется с 1994 года, за рубежом — с 2005-го. Среди этих изданий — «Литературная газета», «Независимая газета», «Московская правда», «Литературная Россия», «День литературы», «Российский писатель»; журналы «Иные берега», «Москва», «Наш современник», «Молодая гвардия», «Роман-журнал XXI век», «Литературная учёба», альманах «Братина» и другие. А также альманахи, выходящие за рубежом: «Русский Stil» (Германия), «Смедеревска Песничка Jeсен» (Сербия), «Провинциальный альманах» (Латвия), еженедельник «Резекненский вестник» (Латвия), «Немига литературная» (Беларусь) и других. Выступает как публицист и арт-критик на интернет-порталах «Свободная пресса», «Завтра.ру», «Российский писатель», «Русская народная линия», «Народный политолог».
Автор книг стихов «Ночь над миром» (изд-во «Вешние воды», Орёл — 2002), «Путь неисследимый» (изд-во «Вешние воды», Орёл — 2004), «Пут неисстражимый» на русском и сербском языках (изд-во «Меридиjани», Белград, — 2005)), книги стихов и эссе «Оправдание поэзии» («ИД МИСиС», Москва — 2008). Составитель и автор книги «Самое-самое. Пять поэтов» (ИД «Российский писатель», Москва — 2006). Подборка стихов вошла в сборник «Поэтические голоса России» (ИКС «Бичик», Якутск, — 2009) — вышедший на русском и якутском языках. «Предчувствие Океана \ Усещане за Океана» («Университетское издание Св. Климент Охридски», София, — 2014) — на русском и болгарском языках. «Сумерки любви» (Издательство «У Никитских ворот», Москва — 2014).
В 2010 году вышла книга публицистических статей и фельетонов Алексея Шорохова «Осенний крик телепузиков» («ИД МИСиС», Москва — 2010).
В 2012 году в издательстве «Вече» вышла книга публицистики «Русский мир в необъявленной войне» (Алексей Шорохов — автор и составитель). В 2014 году вышла книга статей и эссе «Россия в предстоянии Богу» (Издательство «Вече», Москва — 2014).
Книги прозы: «От синих звёзд. Повести и рассказы» (Издательство «Орлик», Орёл — 2014), «Огни Бульварного кольца»: повести и рассказы ((Издательство «У Никитских ворот», Москва — 2015). Биографическое исследование «Илон Маск: изобретатель будущего» (Издательство «АСТ», 2018 год).
Стихи входят в антологии: «Поэзия — она живёт, как мы. Антология поэзии 1958—2008 годах» («Литературная Россия», Москва); «Русская поэзия XXI век» (изд-во «Вече», Москва, 2010); «Молитвы русских поэтов» (изд-во «Вече», Москва, 2011).
В 2005 году представлял Россию на международном фестивале поэзии «Смедеревска Песничка Jeсен» («Поэтическая осень в Смедерево») в Сербии. Участник многочисленных поэтических сборников, как в России: «Золотое перо России» (Москва, — 2007), «Бесконечный свет» (Москва, — 2011), так и за рубежом: «Русский Stil» (Штутгарт, — 2008, 2009), «Русская поэзия Латгалии» (Рига, — 2010), «Дни поэзии» (Лудзе, — 2006, 2007, 2008, 2009).
Член Союза писателей России с 2001 года. С 2004 года — секретарь Правления Союза писателей России. Заместитель главного редактора журнала «Отечественные записки».
Алексей Шорохов — участник событий Октября 1993 года и гуманитарных миссий на Донбассе. Член Сенаторского клуба Совета Федерации РФ.
В 2022 году подписал письмо в поддержку российского военного вторжения на Украину.
Живёт и работает в Москве.

## Критика
Главный редактор «Литературной газеты», один из ведущих прозаиков современной русской литературы Юрий Поляков назвал Алексея Шорохова «лидером в своём поколении» («Московские новости», 22.02.2007), «одним из лидеров современной русской литературы» охарактеризовал Алексея Шорохова и главный редактор газеты «День литературы» Владимир Бондаренко («Дружба народов», 2011, № 1).
Захар Прилепин об Алексее Шорохове: «У меня и восприятие литературы иное, чем у Алексея; и многие из тех, кто для Шорохова являются недругами — мне большие друзья; однако позицию его я уважаю безусловно. Заботами и трудами таких людей как Алексей Шорохов создаётся большое, разнообразное, бурное литературное поле, которое, к счастью, пока никак не походит на кладбище». — из интервью с Алексеем.
«Старики» рассказывали про кремлёвские буфеты и Дворец Съездов, квадратные метры в Безбожном переулке и переделкинские сосны… Профессия не предполагала нищету. Но над страной нищета уже нависла, она уже погружала в себя родину. Я считаю, что нам очень повезло, наше созревание пришлось на момент острого выбора в 1993 году: ты или с теми, кто расстреливает, или с теми, кого расстреливают. Топчут, спаивают, душат нищетой" — из интервью Сергею Арутюнову.
"Я думаю, что одна из самых важных для меня, одна из самых неотпускающих тем — это тема отцовства и сыновства. Наши с тобой отцы, спасшие страну и мир от фашизма, с годами, удаляясь от нас, становятся всё более непререкаемым моральным авторитетом. Как мы выглядим в их глазах? Кто мы — перед их судом? А ведь у нас с тобою уже растут и сыновья. Кто мы для них?
С этим же неразрывно связана тема Отечества. А оно, со времени смерти отцов, сочится кровью по всем свои окраинам. И нашим сыновьям с этим жить. Поэтому и книга — «Война»". Из интервью Алексея Шорохова
«Алексей Шорохов — поэт с чутким слухом и неравнодушным сердцем, наделенный редким даром — улавливать в нашей реальности заглушаемое скрежетом информационной цивилизации боль и биение естественных побуждений и эмоций человеческой жизни, не одномерной, длящейся в пространстве времен, укорененной в традиции и судьбах предков» — Людмила Лаврова газете «Завтра».
Писатель Михаил Тарковский отметил, что в своих дорогах Алексей Шорохов «навсегда напитался земной горечи», а ректор Московской духовной академии епископ Питирим (Творогов) назвал творчество поэта «во-первых, предельно честным, во-вторых, целомудренным (что для современной литературы звучит как откровение)».

## Семья
Жена — Светлана Петровна Шорохова, декан Факультета международных отношений и геополитики в Институте мировых цивилизаций.
Дети: Ростислав, Александра, Константин.

## Награды и премии
- Награждён памятной медалью «150-летие А. П. Чехова» Министром культуры Российской Федерации (2011) и общественной медалью «За активную гражданскую позицию и патриотизм» Президиумом Союза журналистов России (2010).
- Лауреат Всероссийских премий «Хрустальная роза Виктора Розова» (2003), «Эврика» (2006); Всероссийского поэтического конкурса имени Сергея Есенина (2009); 5 августа 2012 года стал лауреатом Всероссийской литературной премии «Вешние воды».
- Отмечен дипломом "За значительный вклад в реализацию национального образовательного проекта «Основы православной культуры». Подготовил к изданию и снабдил комментариями книги русских классиков: «Н. С. Лесков. Избранные сочинения» (изд-во «Олма-пресс», Москва, — 2004) и «В. А. Солоухин. Чёрные доски» (изд-во «Русский міръ», Москва — 2006).
- Медаль ордена «За заслуги перед Отечеством» II степени (2023)[36].